# Chuck Palumbo
Charles Ronald „Chuck“ Palumbo (* 15. Juni 1971 in West Warwick, Rhode Island) ist ein US-amerikanischer Wrestler, welcher bis Herbst 2007 im RAW-Roster von World Wrestling Entertainment angestellt war.

## Karriere
Palumbo begann seine Karriere 1998 in kleineren, unabhängigen Wrestling Promotionen. Im Oktober gab er sein Debüt für World Championship Wrestling. Nachdem er 2000 ein Tag Team bildete, das aus ihm und Shawn Stasiak bestand, durften er und sein Partner die WCW World Tag Team Championship gewinnen. Palumbo und Stasiak gewannen noch zwei weitere Male die WCW Tag Team Titel, bevor man das Team im Januar 2001 auflöste. Im Team mit Sean O’Haire gewann Palumbo die Titel noch ein weiteres Mal.
2001 gingen er und O’Haire zur WWF und waren dort im SmackDown-Roster aktiv. Nachdem O’Haire zur Entwicklungsliga Ohio Valley Wrestling geschickt wurde, fand Palumbo in Billy Gunn einen neuen Partner. Am 21. Februar 2002 ließ man Gunn und ihn den World Tag Team Championship gewinnen, den sie später noch einmal gewannen.
Im Februar 2003 bildete Palumbo die Full Blooded Italians (FBI) in der WWE, ein Team, welches es vorher bei Extreme Championship Wrestling gab. Im März 2004 wurde er zum Raw-Brand geschickt, fand dort jedoch fast nur Verwendung als Jobber in der B-Show Heat. Am 3. November 2004 wurde er von der WWE entlassen.
Nach der Entlassung ging Palumbo zu All Japan Pro Wrestling. Nach seiner Zeit dort war er auch für die italienische Nu-Wrestling Evolution sowie World Wrestling Council aktiv, ehe er im März 2006 zurück in die WWE ging, aber nur selten Matches hatte. Ab Mai 2007 wurde Palumbo dann wieder vermehrt eingesetzt und befand sich daraufhin in einem Fehdenprogramm mit CM Punk. Am 25. Juni 2008 wechselte Palumbo zur Montagssendung RAW. Nachdem er erneut nur sporadisch eingesetzt worden war, gab die WWE am 7. November des Jahres seine Entlassung bekannt.
Seit 2014 ist Palumbo Co-Moderator der Fernsehsendung Lords of the Car Hoards des US-Senders Discovery Channel (in Deutschland als Die Auto-Messies vom Sender DMAX ausgestrahlt).

## Titel
- World Championship Wrestling
  - WCW World Tag Team Champion (4-mal) – mit Shawn Stasiak (3) und Sean O’Haire (1)
- World Wrestling Federation / World Wrestling Entertainment
  - World Tag Team Champion (2-mal) – mit Billy Gunn